# 秋田美津子
秋田 美津子（あきた みつこ、1935年<昭和10年>9月12日 - 1995年<平成7年>6月20日）は、日本ホテル史上初の女性総支配人。『中日新聞』（1995年）は本名が古田美津子としている。

## 来歴・人物
美津子は1935年（昭和10年）9月12日、当時日本統治下にあった朝鮮の京城（のちのソウル）において古田美津子として生を受けた。父鍵次は、昭和初期に名古屋から朝鮮半島に渡り、京城で浄化槽の設計、施工を行う会社を起こしており、その頃に生まれたのであった。
きょうだいは5人おり、兄が2人、弟と妹が1人ずつで、美津子は長女で3番目の子供であった。長兄は戦死、次兄も病死している。
日本敗戦後、1945年（昭和20年）11月のとある深夜に家族5人で命からがら父の郷里である名古屋に引き揚げることになった。当時、美津子はまだ10歳だった。

### 学生時代
小学校の先生の勧めにより、名古屋の名門女子校として知られる金城学院中学校を受験。1948年（昭和23年）、金城学院中学校に入学。学校生活はクラブや生徒会活動に費やした。
しかし、父の事業は軌道に乗っておらず、美津子は入学時に必要だった学校への寄付金3000円にも事欠く有様であった。そのため、原価1個12円50銭の石けんを木箱に詰め自転車に積み、1個25円の売価で売り歩くことで寄付金を確保することにした。目標額には2週間で到達し、さらに5000円の儲けを出したという。この出来事は、後にホテルのセールスの励みになったと語っている。
高校卒業の頃に父が寝たきりとなったため、もとは大学進学を希望していたものの、短大進学に切り替え、進学の交換条件として卒業後に父の事業を手伝うことになった。1954年（昭和29年）、父の手伝いのために大型免許を取得した。
1956年（昭和31年）金城学院短期大学を卒業。

### 明徳少女苑時代
短大を卒業する間際、ラジオの職業案内で感化院が女子運転手を募集していることを知り、子供相手の仕事をしたかったこと、運転免許を持っていたことから応じた。この感化院は明徳少女苑という名称で、八事の塩竈神社の近くにあった。卒業後、明徳少女苑の護送車の運転手として入職したが、教職の仮免を持っていたことから1ヶ月で法務教官となった。少年院法、子供の心理や扱い方を2ヶ月足らずで身につけ、親から棄てられたり、法に触れた14歳から20歳までの少女たちに体当たりで挑む2年半を過ごすこととなった。
どんな相手にも説得する必要のある営業の技量をこのとき身につけたという。
また、1957年（昭和32年）には妹が勝手に応募したことをきっかけにミス名古屋に選ばれ、名古屋まつりの英傑行列では濃姫を務めた。ファッションモデルや映画への誘いもあったというが、全て断ったという。

### 教師時代
23歳で見合い結婚をし、静岡県内の禅寺に嫁いだ。2年後に得度。
1959年（昭和34年）から静岡常葉学園中学校で英語教諭を2年半勤める。しかし、この学校での生活は「あまりにも平凡、あまりにも退屈」だったという。明徳少女苑での経験に比べれば、この生徒たちはあまりにも「普通」だったのであった。
1959年（昭和34年）長女を出産。

### ハワイ時代
1961年（昭和36年）、夫婦で布教のため、長女とともにハワイ・カウアイ島へ赴いた。
サンデースクールで日本語や御詠歌、日本文化についても教えた。
ハワイでは3年過ごし、長男も設けた。
1965年（昭和40年）夏、夫が病気になり、義母から「夫を病気にさせるような嫁はいらない」と言われたため、実家のある名古屋に子供2人を連れて帰ったが、隙を見て夫に子供を連れ去られる。当時娘は5歳、息子は3歳だった。

### 名古屋国際ホテル時代
1965年（昭和40年）、名古屋国際ホテルの契約社員となる。自著によれば、人生のどん底に落ちた自分にはもはや人に教える資格はなく、ハワイ在住時代に日本人観光客が増えつつあったのを思いだし、観光業の可能性を感じ、開業翌年の名古屋国際ホテルの門をたたいたのだという。しかし、美津子が当時29歳で社員としての雇用は無理で、食い下がる美津子の出したセールスも開業直後で不要であるとし、門前払いを食った。しかし、押し問答を繰り返し、ついに一階の宴会予約事務所の一隅の机とパンフレットだけ渡された。「無給でもいいから」と食い下がり、契約社員として働くことができたのであった。名刺も自腹を切って作成した。
もがく中で、3か月目から徐々に予約が入るようになったという。入社後、1年ほど無報酬で働き、「社内の好意的な人」の協力により、歩合制で報酬が得られることになった。
32歳のとき、1年間名古屋大学経済学部のゼミにも通った。
1970年（昭和45年）10月に行われる岐阜の薬品会社の庭で招待客3000人のパーティを夏に落札。入社5年目で1ヶ月の売上を数千万円たたき出すことに成功した。
私生活では、1970年（昭和45年）4月28日に協議離婚が成立。5年にも及ぶ離婚話に決着がついた。
1982年（昭和57年）、名古屋国際ホテル正社員となる。待遇は「宴会部長代理」。社長からはこれまでの待遇に対する謝罪の言葉があったという。当時、宴会部門の赤字は7000万円あったが、半年で黒字転換を果たした。
1984年（昭和59年）、名古屋国際ホテル営業推進部長となる。
1990年（平成2年）1月、事業本部長兼総支配人となる。
1991年（平成3年）からはワシントンホテル取締役となった。
美津子はワシントンホテル取締役総務人事部人材育成担当部長として後進を育てる中、虚血性心疾患でこの世を去った。59歳だった。

## 著書
- 『接客の極意 マニュアルでは教えてくれないプロの秘密』1991年10月、主婦と生活社[1]
- 『接客の達人 意外!プロはこんなところに気をつかう』1992年11月、主婦と生活社[1]
- 『接客の核心 プロは相手を喜ばせ、自分も幸せになる』1993年12月、主婦と生活社[1]